# Zeche Prosper

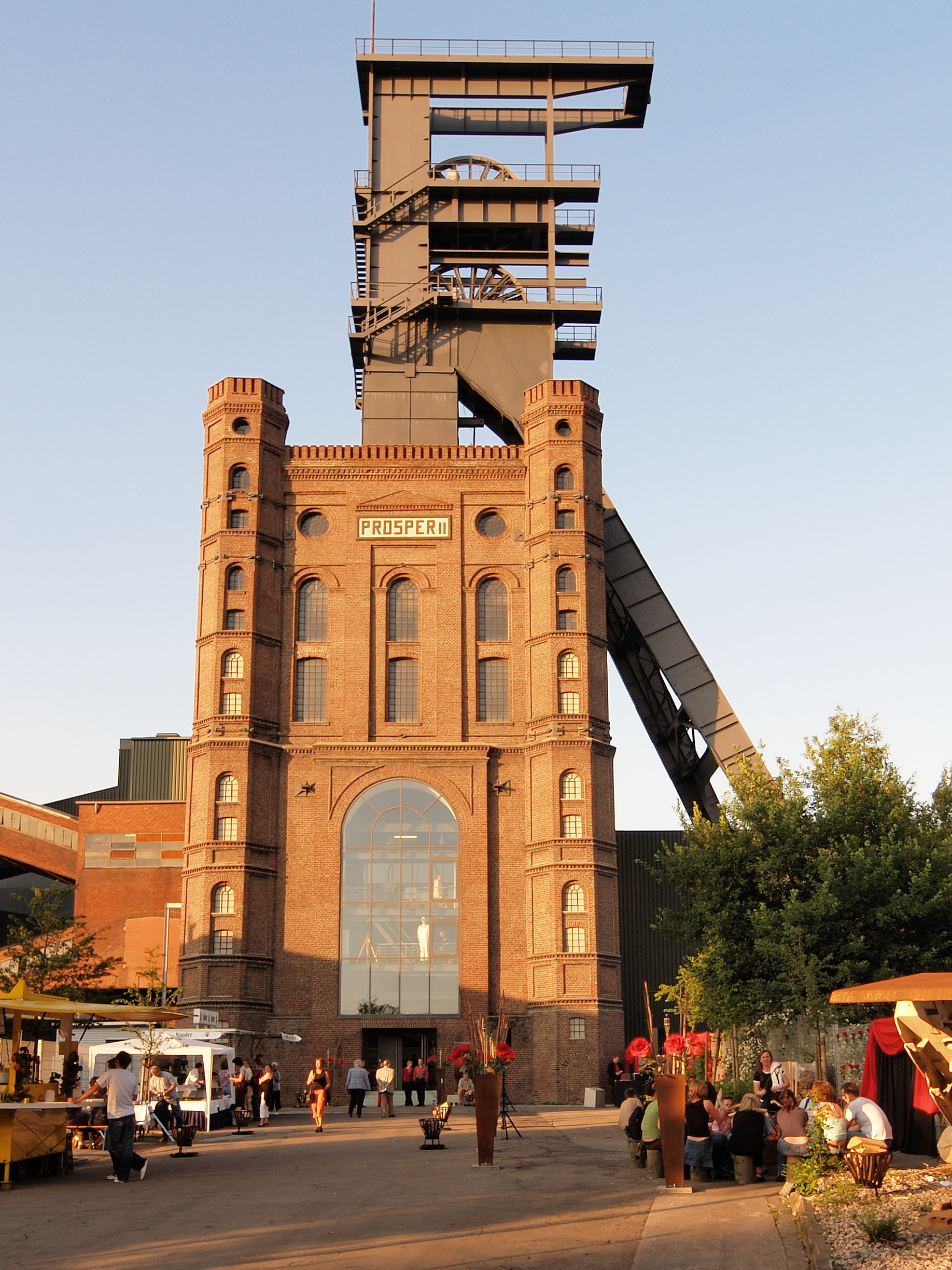
Industriedenkmal auf Prosper II: Malakowturm mit Fördergerüst, im Juni 2006 (Extraschicht)

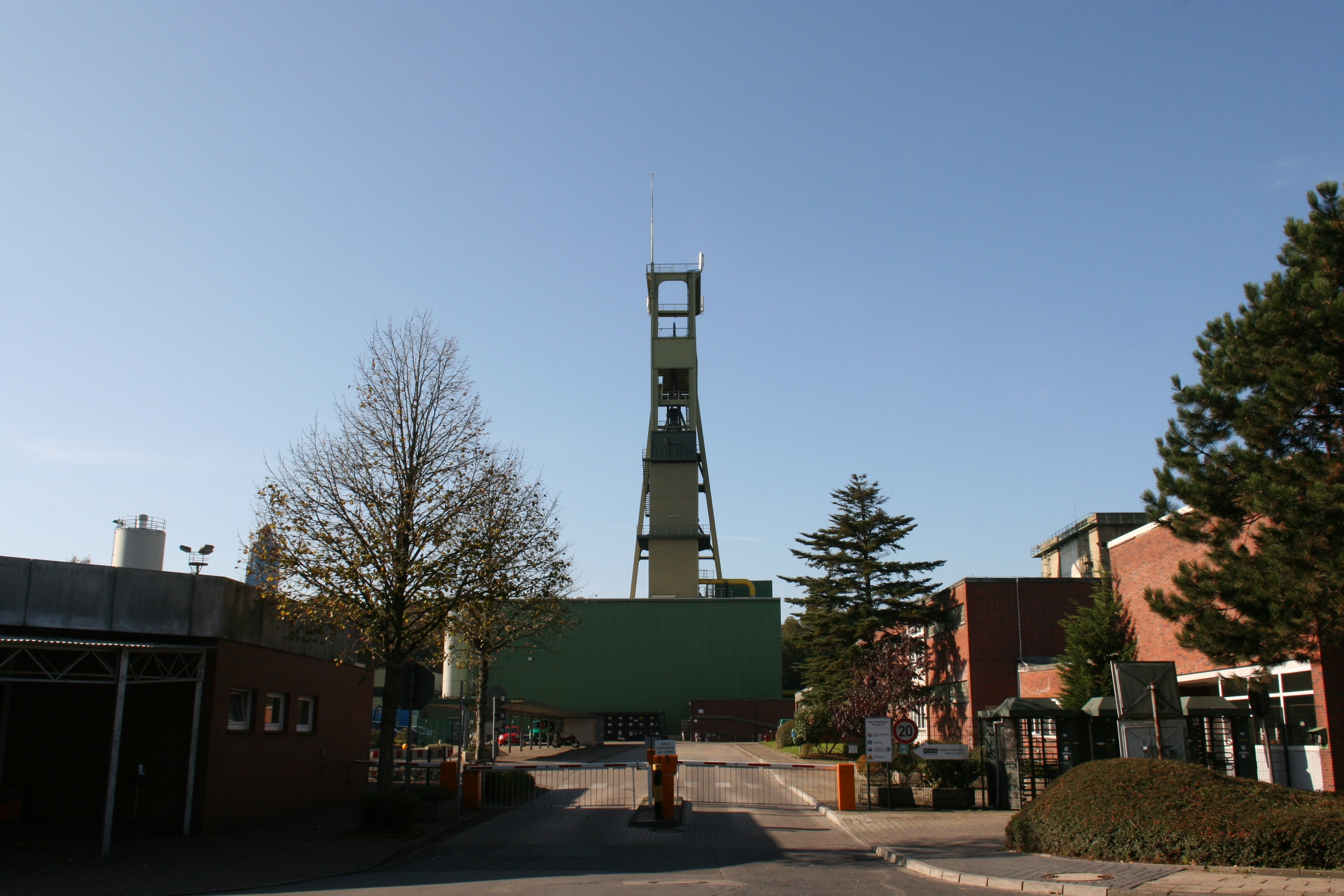
Schacht 9 auf Prosper IV

Die Zeche Prosper war Teil eines Steinkohle-Bergwerkes in Bottrop.

## Geschichte

### 1850 bis 1900
Im Jahre 1856 gründeten Mitglieder der bekannten Unternehmerfamilien Waldthausen, Hammacher, Haniel, Huyssen, Morian und Grillo die Arenbergsche Bergbau und Hüttengesellschaft, die nach einer Statutenänderung seit Mai 1856 unter dem Namen Arenbergsche Aktiengesellschaft für Bergbau und Hüttenbetrieb firmierte. Die zunächst erworbenen Mutungen Gottfried, Konstantinopel, Maximilian und Prosper I–IV lagen im Raum Bottrop. Der Herzog Prosper Ludwig von Arenberg war Inhaber des Bergregals. Daraus erklärt sich der Name des Unternehmens. Im Feldesteil „Maximilian“ in Ebel wurde 1856 mit dem Abteufen des ersten Schachtes begonnen. Nach teilweise schwierigen Abteufarbeiten (Wasserzuflüsse durch die nahe Emscher) konnte der Schacht 1861 in Betrieb gehen. Er wurde für die Mannschaftsfahrung mit einer Fahrkunst ausgestattet.
1863 fasste die Arenbergsche AG für Bergbau und Hüttenbetrieb den Grubenfeldbesitz unter dem Namen „Prosper“ zusammen. Namenspatron war der genannte Herzog Prosper-Ludwig von Arenberg. Das Grubenfeld umfasste umfangreiche Feldesbesitze in Bottrop, Ebel, Batenbrock, Fuhlenbrock, Welheim und Boy.
1866 wurde auf der Schachtanlage „Prosper“ 1 eine Kokerei in Betrieb genommen.
1871 wurde in Batenbrock, 2,5 km nordöstlich von Schacht 1, der Schacht 2 niedergebracht. Dieser Schacht wurde mit einem ungewöhnlich groß dimensionierten Malakowturm ausgestattet und ging 1875 als separate Förderanlage in Betrieb.
Beide Anlagen entwickelten sich wirtschaftlich sehr vielversprechend, so dass die nun einsetzende Kohlenkrise der 1880er Jahre ohne Probleme überstanden werden konnte.
Schacht 1 erhielt eine neue Fördereinrichtung. Gleichzeitig wurde neben Schacht 2 eine weitere Kokerei in Betrieb genommen.
1883, nach dem Tod von Ernst von Waldthausen, ging der Vorsitz des Aufsichtsrats auf seinen Sohn Oscar von Waldthausen über.
Ab 1893 wurden beide Schachtanlagen zu Doppelschachtanlagen ausgebaut. Schacht 4 auf der Anlage 1 ging bereits 1894 in Betrieb.
Schacht 3 (neben Schacht 2) wurde gleich zur Förderanlage weiter ausgebaut. Auf den ursprünglich geplanten Malakowturm wurde sofort ein Fördergerüst aufgesetzt. Dieser Schacht ging 1895 in Betrieb.

### 1900 bis 1945
Zur Zusammenfassung der Förderung wurde zunächst von 1902 bis 1904 auf der Schachtanlage 1/4 der neue Förderschacht 5 niedergebracht. Dieser erhielt ein charakteristisches eingeschossiges Doppelstrebengerüst. Gleichzeitig erhielt Schacht 2 ein eingezogenes Stahlgerüst auf den Malakowturm aufgesetzt.
Ferner wurde der nördliche Feldesbereich durch eine separate Doppelschachtanlage aufgeschlossen. Die Schächte 6 und 7 wurden 1908 und 1911 in Betrieb genommen und mit einer eigenen Kokerei ausgestattet.
Durch die konsequente Führung der Zechen als eigenständige Förderanlagen begann sich im dienstlichen Schriftgebrauch die Benennung der Schachtanlagen nach durchlaufenden Ziffern durchzusetzen. So wurde die Schachtanlage 1/4/5 künftig als Prosper I, Schacht 2/3 als Prosper II, und Prosper 6/7 als Prosper III bezeichnet. Dies wurde bis zum heutigen Tage so beibehalten. (Im Gegensatz dazu bezeichneten andere Großschachtanlagen ihre Einzelbetriebe oft nach dem Schacht mit der geringsten Nummer, siehe z. B. Zeche Graf Bismarck).
1917 wurde auf Prosper II der Schacht „Prosper“ 8 als neuer Förderschacht mit Doppelförderung abgeteuft, der 1921 in Betrieb ging.
Im Jahre 1922 fusionierte die Arenbergsche AG für Bergbau und Hüttenbetrieb mit der Rheinischen Stahlwerke AG. Von jetzt an unterhielt das zuletzt genannte Unternehmen eine Abteilung Arenberg.
Im Rahmen der Weltwirtschaftskrise führte die Rheinische Stahlwerke AG Rationalisierungsmaßnahmen durch. Die einzelnen Kokereien wurden 1928 außer Betrieb genommen. An ihrer statt wurde auf einem östlich an die Schachtanlage 2/3/8 anschließenden Gelände eine neue Zentralkokerei mit 320 Koksöfen errichtet. Die bis heute bestehende Kokerei Prosper war mit einer Jahresproduktion von 1,6 Millionen Tonnen Koks die größte Kokerei des Ruhrgebietes.
1928 wurde die Kohlenförderung auf Prosper I eingestellt und auf Prosper II zusammengefasst. Diese beiden Anlagen wurden künftig als eine Werksdirektion geführt. Schacht 8 wurde Hauptförderschacht, das eingezogene Gerüst über Schacht 2 wurde durch ein neues Gerüst ersetzt.
1930 wurde die stillgelegte Anschlussanlage Zeche Arenberg-Fortsetzung an Prosper III angeschlossen und als Außenanlage fortgeführt. Schacht 1 dieser Anlage wurde Wetterschacht, Schacht 2 übernahm Seilfahrtaufgaben. Das Fördergerüst über Schacht „Arenberg-Fortsetzung“ 1 wurde durch eine Haspeleinrichtung ersetzt.
Im Zweiten Weltkrieg wurde der Tagesbetrieb der Zeche Prosper II am 3. Februar 1945 durch Bomben derartig schwer getroffen, dass eine Förderung nicht mehr möglich war. Nach der Kapitulation machte zunächst die britische Besatzungsmacht der Betriebsführung Schwierigkeiten, die Förderung wieder vorzubereiten. Die Reparaturen – bei erheblichem Ersatzteilmangel – und Aufräumarbeiten unter Leitung des Betriebsführers Herrn Karl Düppe führten dazu, dass auf der Zeche Prosper II am 1. Oktober 1945 die Personenseilfahrt und erst am 1. April 1947 die Kohlenförderung wieder aufgenommen werden konnten.

### 1945 bis 1974
Nach dem Zweiten Weltkrieg wurde das Vermögen der Rheinische Stahlwerke AG in eine Nachfolgegesellschaft überführt. Die Förderung aller Prosper-Zechen betrug 1953 3,1 Millionen Tonnen jährlich. Es wurden 1,6 Millionen Tonnen Koks jährlich erzeugt. Die Beschäftigtenzahl lag insgesamt bei fast 12.000 Mitarbeitern in Bottrop. 1954 wurde der Seilfahrtschacht 6 mit einem neuen Fördergerüst versehen und als alleiniger Förderschacht für Prosper III weiterbetrieben.
Im Bereich der Gemeinde Kirchhellen wurde Felderbesitz mit der Gutehoffnungshütte ausgetauscht.
In diesen nun anschließenden nördlichen Feldern wurde 1958 mit dem Abteufen von Schacht 9 (künftig Anlage Prosper IV) als neuem Seilfahrt- und Wetterschacht begonnen. Dieser nahm 1962 den Betrieb auf.
Im Verlauf der Kohlekrise wurden die Fördereinrichtungen von Prosper II noch einmal modernisiert. Schacht 8 erhielt eine neue vollautomatische Gefäßförderanlage und wurde mit einem 85 Meter hohen Betonförderturm ausgerüstet. Das eingezogene Fördergerüst von Schacht 2 wurde auf zwei Geschosse aufgestockt. Die Werksdirektionen „Prosper“ I/II und III/IV wurden zur Zeche Prosper zusammengefasst.
1969 gingen die Zeche „Prosper“ mit dem gesamten Bergbauvermögen der Arenberg Bergbau-GmbH in den Besitz der neu gegründeten Ruhrkohle AG über.
Diese führte die Zusammenfassungs- und Rationalisierungsmaßnahmen nach der neuen Konzernstrategie weiter.
1971 förderte die Zeche „Prosper“ 3,8 Millionen Tonnen Kohle jährlich und erzeugte 1,5 Millionen Tonnen Koks. Die Beschäftigtenzahl betrug allerdings nur noch 5.900.
Im Jahre 1974 folgte der Anschluss der Schachtanlagen „Jacobi“ und „Franz Haniel“ aus dem aufgelösten gleichnamigen Verbundbergwerk.
Das neue Verbundbergwerk wurde bis Dezember 2018 als Bergwerk Prosper-Haniel betrieben.

## Heutiger Zustand
Die Schachtanlage I wurde 1959 geschlossen und das Fördergerüst wurde am 17. März 1976 abgeworfen. An ihrer Stelle befindet sich heute das Gewerbegebiet Prosper I. Gegenüber der Zeche befand sich die Feuerwache der Berufsgruben- und Berufsfeuerwehr Prosper. Das Gebäude steht noch heute und wird gewerblich genutzt.
Die Schachtanlage III wurde in den 1980er Jahren abgeworfen und komplett abgeräumt. Hier befindet sich Wohnbebauung.
Die Schachtanlagen Prosper IV und Prosper V gehörten mit Franz Haniel zu den letzten aktiven Steinkohle-Schachtanlagen Deutschlands. Die Schächte wurden verfüllt, die Tagesanlagen sollen abgebrochen und die Flächen einer neuen Nutzung zugeführt werden.
Die Schachtanlage II war bis zur endgültigen Einstellung der Steinkohleförderung Standort der Zentralaufbereitung. Die dortigen Schächte 2 und 8 wurden bereits 1986 verfüllt, die Förderung erfolgte hiernach am Standort noch über den Förderberg Prosper. Der Förderberg wurde im Mai 2020 verfüllt, im gleichen Jahr wurde mit dem Abbruch der Tagesanlagen begonnen. Auf dem Gelände soll ein neues Stadtquartier entstehen. Die Kombination Malakowturm/Fördergerüst von Schacht Prosper 2 bleibt als Industriedenkmal erhalten.
Auf den als Terrasse gestalteten Halden von Prosper II befinden sich der Bottroper Tetraeder (Halde Beckstraße) sowie das Alpincenter Bottrop (Halde Prosperstraße). Auf einigen Zechenbahntrassen wurden Fuß- und Radwege angelegt.
Die Kokerei Prosper ist weiterhin in Betrieb.

## Film
- Prosper/Ebel. Chronik einer Zeche und ihrer Siedlung (1979 – 1998). 7-teiliger Filmzyklus von Christoph Hübner und Gabriele Voss. DVD-Edition mit Begleitheft, hg. vom LWL-Medienzentrum für Westfalen, Münster 2018, ISBN 978-3-939974-69-7.